# 拉尔斯-埃里克·莫贝里
拉尔斯-埃里克·莫贝里（瑞典語：Lars-Erik Moberg，1957年8月7日—），瑞典男子皮划艇运动员。他曾代表瑞典参加1980年、1984年和1988年夏季奥林匹克运动会皮划艇比赛，共获得三枚银牌。